# أبيدينوس
ابيدينوس هو مؤرخ اغريقي وشاعر كتب عن تاريخ الكلدان و الاشوريين لكن عبارة عن بعض الفتات كتبها يوسيبيوس, وكذلك كيرلس الأول (بابا الإسكندرية) الذي كان ضد جوليان , وكذلك بعض الاشياء كتبها عنه سنقلوس.
غير معروف الفترة التي عاش بها لكن يرجح بأنه عاش أثناء حكم اسكندر الأكبر وعاصر المؤرخ الكلداني بيروسوس أي قبل حوالي 200 ق م .